# Epictia rufidorsa
Epictia rufidorsa — вид змій родини струнких сліпунів (Leptotyphlopidae). Ендемік Перу.

## Поширення і екологія
Epictia rufidorsa відомі з кількох місцевостей, розташованих на узбережжі Перу, в регіонах Ліма і Ла-Лібертад. Вони живуть у прибережній пустелі Сечура.